# Sint-Jansbron

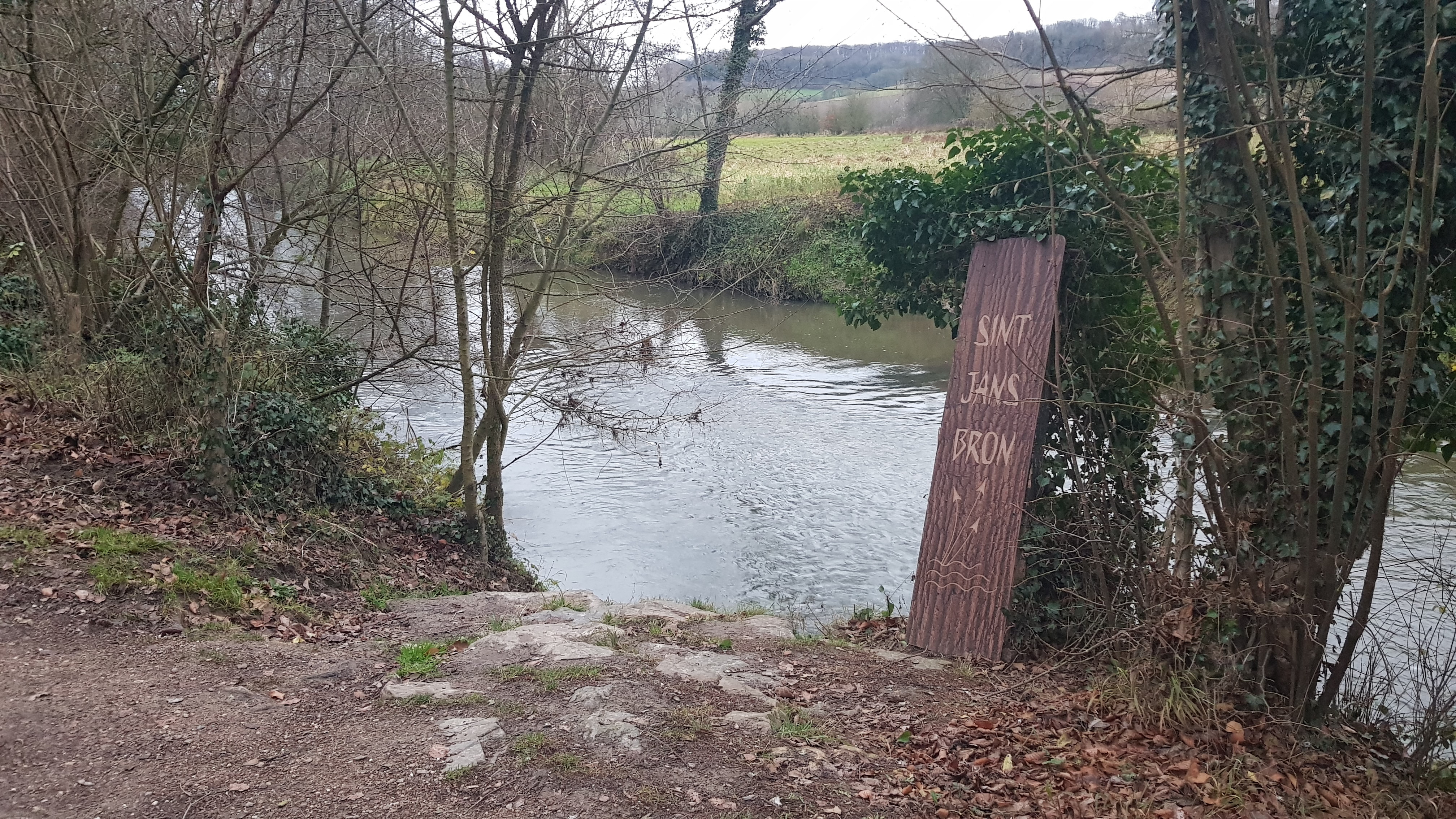
Sint-Jansbron in 2021

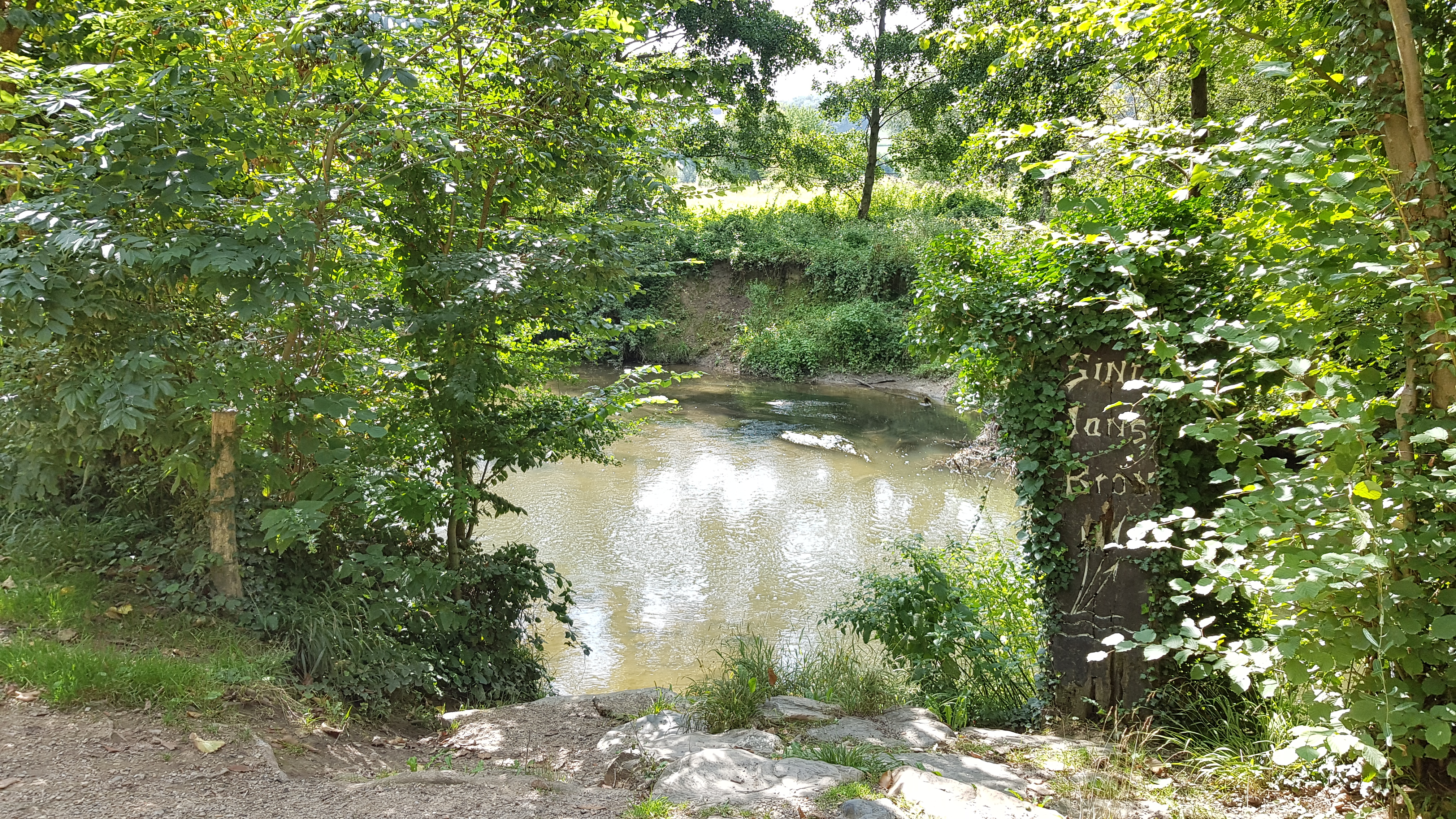
Sint-Jansbron in 2019

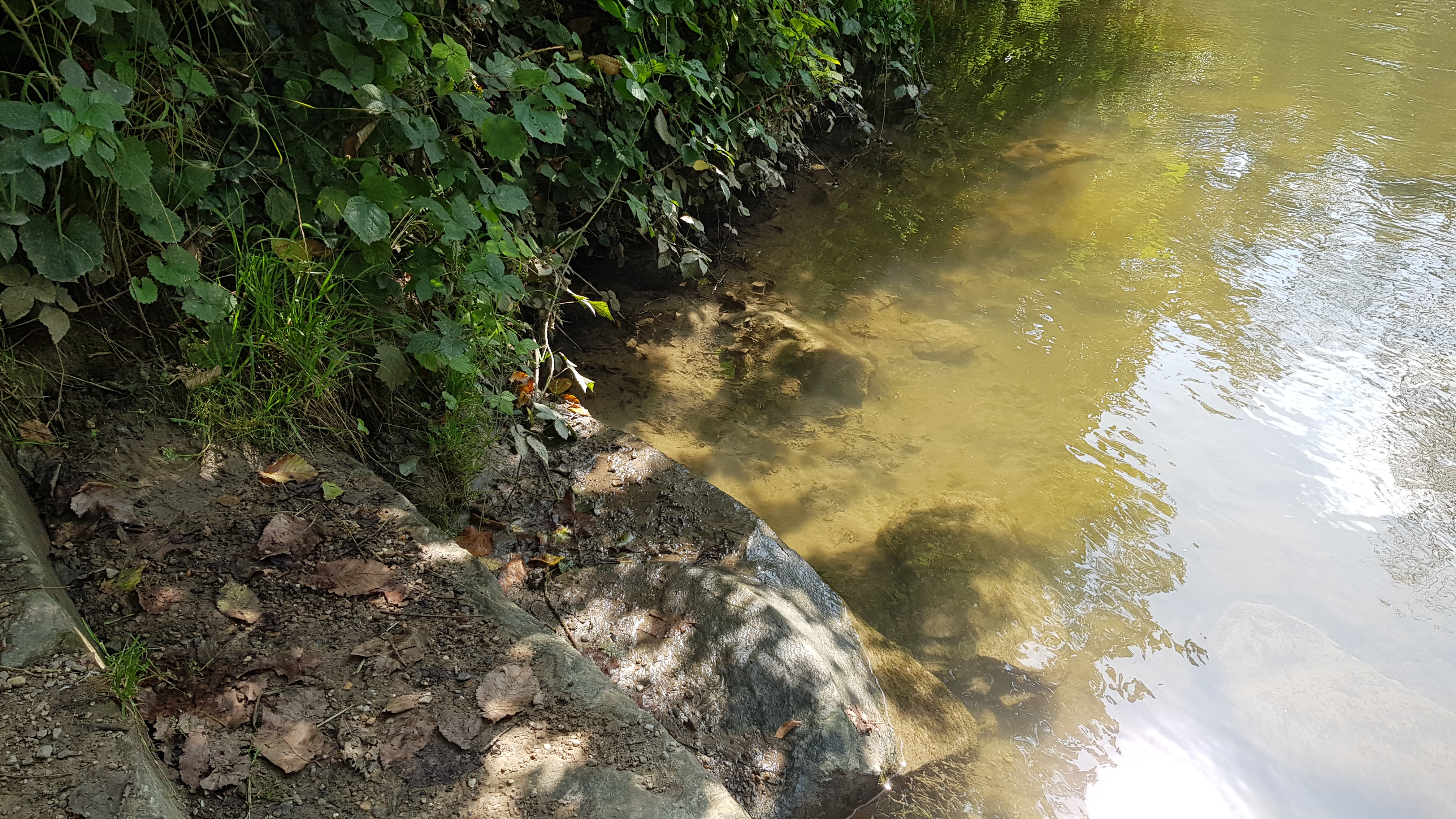
Sint-Jansbron

De Sint-Jansbron is een bron in Nederlands Zuid-Limburg in het Geuldal in de gemeente Valkenburg aan de Geul. Ze ontspringt onderaan de voet van de Schaelsberg in het Schaelsbergerbos en mondt direct uit in de Geul. Ze ligt naast het pad langs de Geul dat vanuit Valkenburg naar Schin op Geul voert en ligt ongeveer 300 meter ten zuidoosten van Kasteel Oost. Vlak bij de bron ligt de Groeve Kasteel Oost en ongeveer 200 meter naar het zuidoosten staat een oorlogsmonument.
De bron is vernoemd naar Johannes de Doper.

## Geschiedenis
De kluizenaars die in de Kluis op de Schaelsberg woonden kwamen vroeger hier hun drinkwater halen.

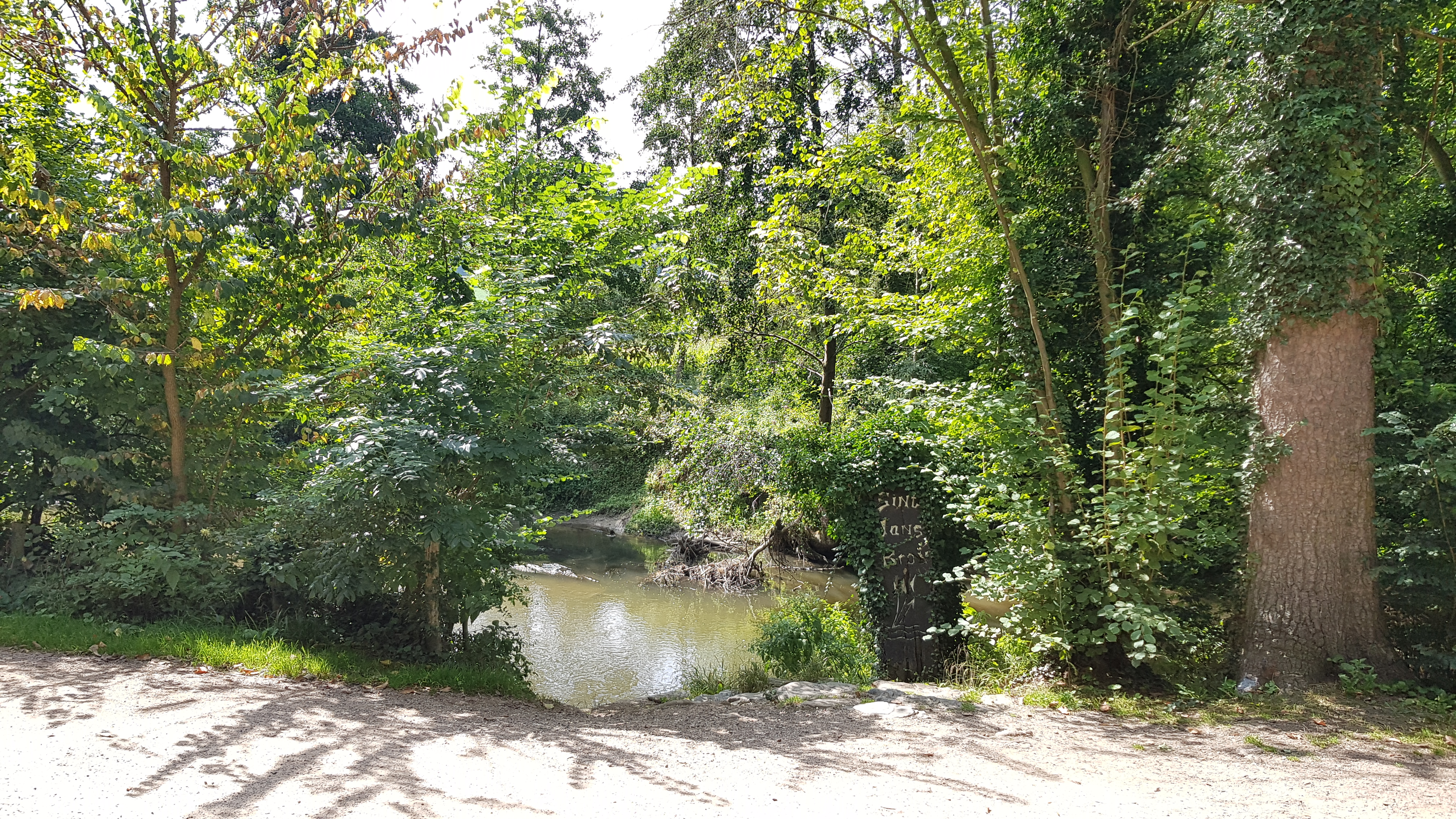
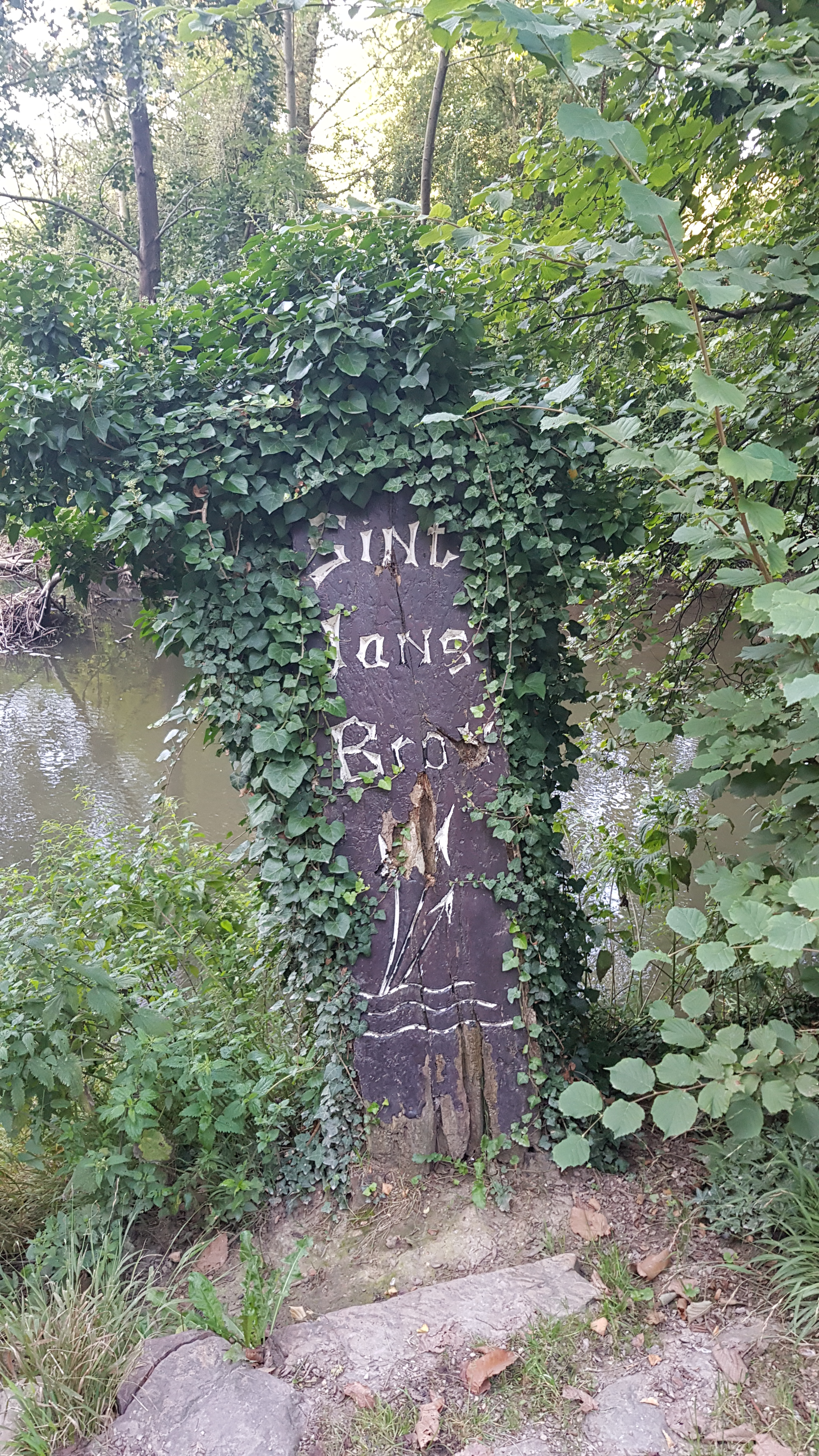
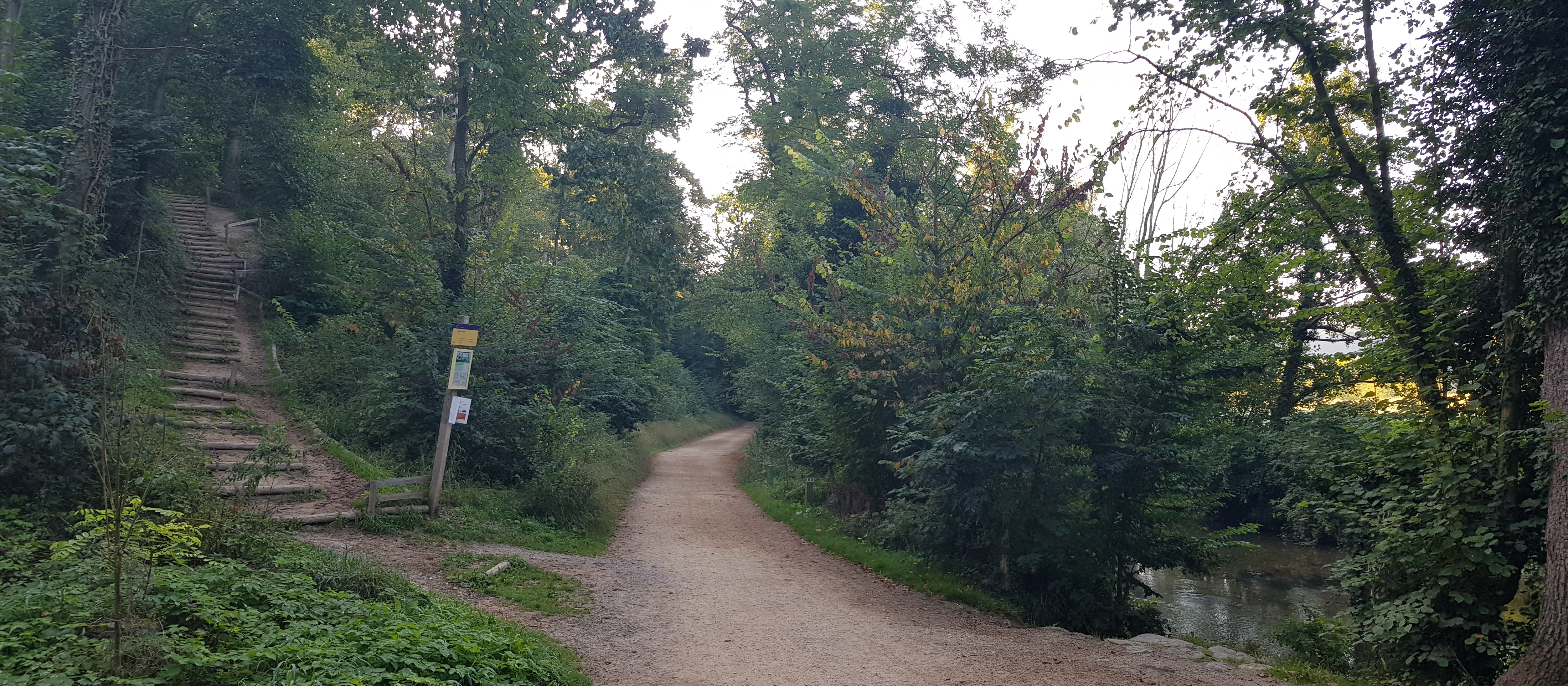